# Іванов-Борецький Михайло Володимирович
Михайло Володимирович Іванов-Борецький (4 (16) червня 1874 — 1 квітня 1936) — російський музикознавець, педагог, композитор.

## Біографія
Закінчив юридичний факультет Московського університету (1896). Теорію композиції вивчав в 1894—1896 в Москві у М. С. Кленовського і в 1898—1900 в Петербурзі у Н. А. Римського-Корсакова.
У 1901—1905 жив в Італії, де вивчав історію музики у А. Фальконі (Флоренція).
Після повернення до Москви брав участь у діяльності різних музичних суспільно-просвітницьких організацій, у тому числі Кружка комічної опери, де була поставлена його опера «Адольфіна» (1908). В 1913 написав оперу «Чаклунка» за однойменною казкою Є. Н. Чирикова.
Після 1917 р. працював у громадських організаціях, наукових інститутах, читав лекції.
З 1922 р. — професор Московської консерваторії, засновник її науково-дослідного відділення (1923).
Викладав також у Музичному технікумі ім. Гнесіних.
Один з творців радянської школи історичного музикознавства в галузі зарубіжної музики, найбільший фахівець з історії музики епохи Відродження і XVII—XVIII ст.
Автор двох опер та інших музичних творів.
В 1929 Іванов-Борецький видає «Музично-історичну хрестоматію», в якій були представлені зразки оперної творчості XVII—XVIII століть (2-е вид — в 1933—1936). В 1934 під його редакцією виходять «Матеріали та документи з історії музики», в яких зібрано безліч літератупних пам'яток, пов'язаних з історією західноєвропейського театру XVIII століття. В 1935 під його редакцією вийшла збірка «Музичне спадок» з матеріалами з історії російської та зарубіжної опери, що містила також ряд окремих статей про оперних композіторів. Перекладач багатьох розділів у книзі «Музична естетика західноєвропейського Середньовіччя та Відродження» М., 1966.

## Роботи

### Музикознавство
Монографії
- біографічні нариси 
  - Палестрина: Біографічний нарис. М., 1909.
  - Шуман: Біографічний нарис. М.: 1910 (репринт 2001)
  - Мендельсон: Біографічний нарис. М.:1910;
- Нарис історії меси. — М.: Изд-во Моск. Симф. капели, 1910.
- Таблиці із загальної історії музики. М.:1924;
- Музично-історична хрестоматія. М.: 1929 (1-е вид.), 1933-36 (2-е перраб. изд.);
- Матеріали та документи з історії музики. М.: 1934;

Статті
- Забутий музикант (Е. Т. А. Гофман), «РМГ», 1911
- Сторінка минулого (Дві опери епохи Великої французької революції). «Музична новина», 1924, вип. 6-7
- Джоакіно Россіні. «Пролетарський музикант», 1930, № 7
- Від опери до ораторії (Г. Ф. Гендель). «Радянська музика», 1935, № 3.

### Опери
- Адольфіна (1908)
- Чаклунка (1913), за казкою Є. Н. Чирикова